# Software AG
A Software AG német szoftvercég. Legismertebb terméke az Adabas adatbázis kezelő és a  Natural alkalmazás-fejlesztő nyelv. A cég folyamatosan fejlődik a vállalati tranzakciós rendszerek területén, és egyre több sikert ér  el a service-oriented architecture (SOA) megoldások piacán a Crossvision integrációs csomagjával.
A webMethods akvizíciója révén, a Software AG beszüntette a Crossvision termék vonalának eladásait, minden integrációs termékét helyettesítette webMethodsszal; webMethods lett a termék neve.
2007. június 1-jén az előzőleg beharangozott webMethods Inc. (NASDAQ: WEBM) akvizíciója befejeződött. A becsült felvásárlás 546 millió dollár értékű volt (9,15 dollár/ részvény).

## Termékek

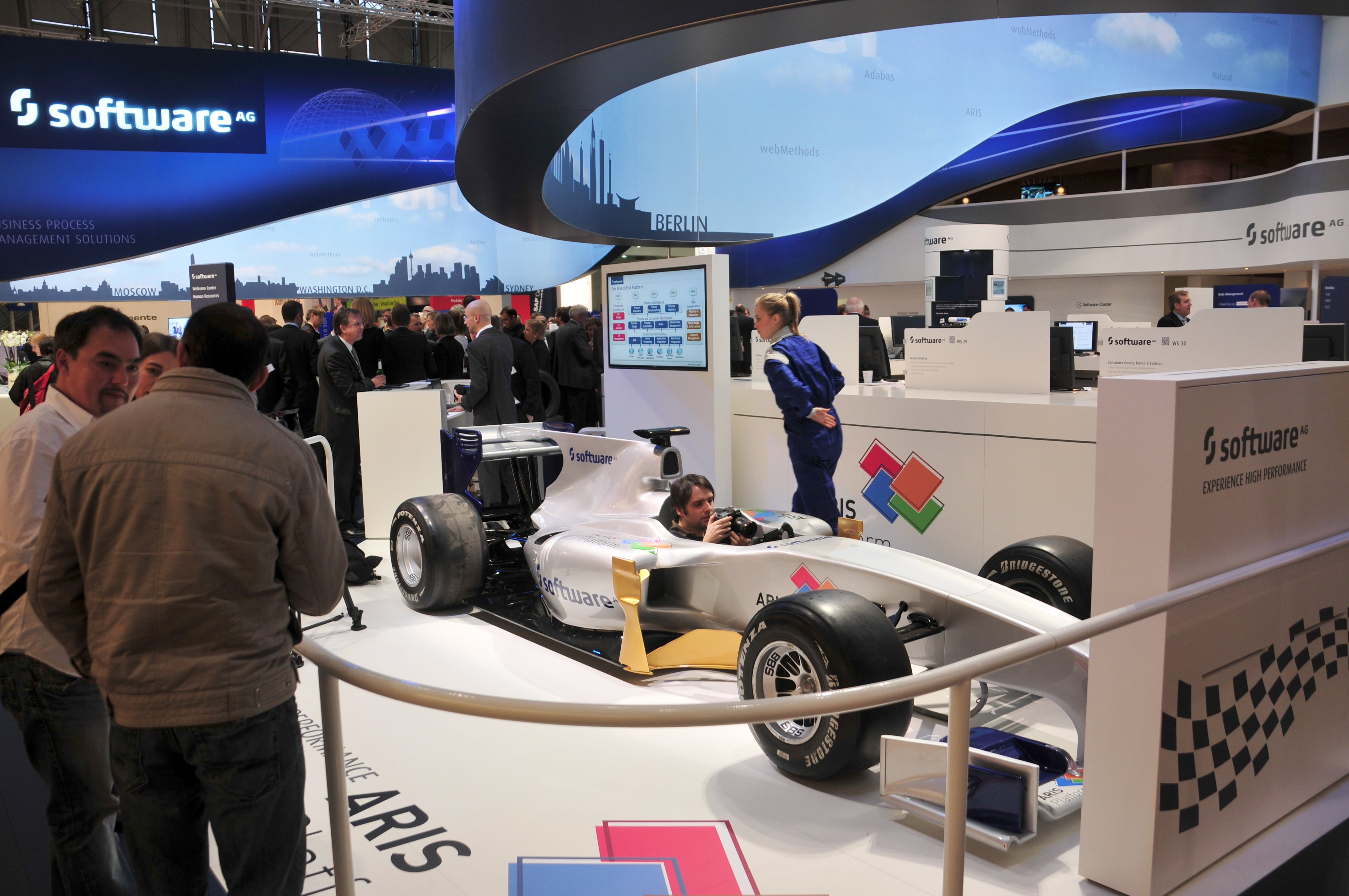
A Software AG standja a CeBIT Hannover 2012 kiállításon

A Software AG egy üzleti infrastruktúra szoftver ellátó cég olyan termékekkel és technológiával mint pl. DBMS, Application Modernization, SOA, BPMS, ESB.
Néhány jól ismert terméke a piacon, a következő:
- ADABAS - egy magas teljesítményt nyújtó tranzakciós adatbázis
- Natural - egy 4GL alkalmazás fejlesztő nyelv, amely az ADABASsal együtt alkalmazás fejlesztésre használható.
- Tamino Information Server - egy információs szerver, Internet alapú XMLek tárolására, menedzsmentjére és strukturált és nem strukturált adatok továbbítására
- Centrasite - a Software AG zászlóshajó SOA vezetési alkalmazása, amely épp úgy lát el UDDI-t, mint SOA vezetést.
- webMethods - egy jól ismert ESB, BPMS, SOA Enablement és B2B Integration.
- ARIS - legújabban felvásárolt üzleti folyamat analízist támogató platform. Szabad verziója elérhető ARIS Express néven.

## Szolgáltatások
A cég oktatási szolgáltatásokat is biztosít az ügyfelei felé éppúgy, mint konzulenseknek. Az oktatások elérhetők a Software AG oktató központjaiban vagy online módon. A Software AG továbbá tart képesítést adó vizsgákat konzulensek számára.
Az oktatási szolgáltatások mellett, a cég ellát konzultációs feladatokat is ügyfelei számára. A cégnek van egy Bangalore, India-ban elhelyezkedő Offshore Global Consulting Services részlege.